# B&W Hallerne
B&W Hallerne – kompleks dwóch hal wystawienniczych na wyspie Refshaleøen w Kopenhadze. Kompleks ten powstał w latach 60. XX wieku jako stocznia Burmeister & Wain. Odbył się tu 59. Konkurs Piosenki Eurowizji.

## Historia
Na początku lat 60. XX wieku stocznia Burmeister & Wain wybudowała dwie hale, które do 1996 roku były używane do budowy statków. Później obiekt był wykorzystywany do działalności kulturowej i rekreacyjnej.
2 września 2013 duński nadawca publiczny DR potwierdził, że dwa koncerty półfinałowe oraz finał Konkursu Piosenki Eurowizji 2014 odbędą się w Hali 2 kompleksu.